# تراكيز ملوثات الهواء

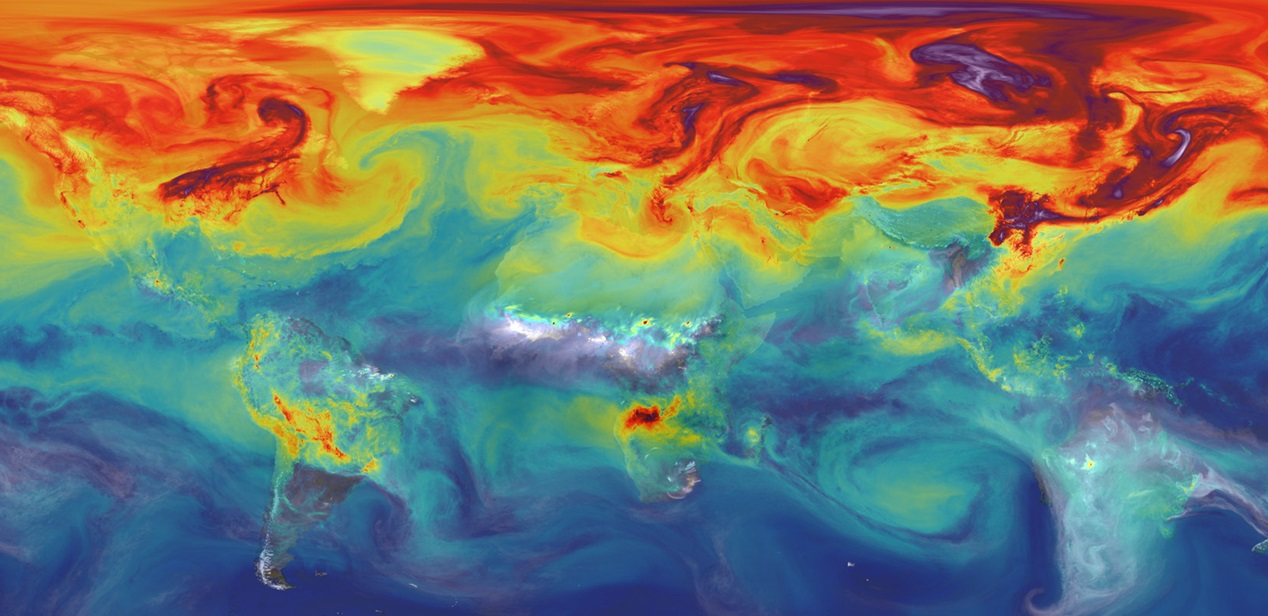

يجب تحويل أو تصحيح تراكيز ملوثات الهواء المقاسة أو المحسوبة من خلال نمذجة تشتت تلوث الهواء، للتعبير عنها وفق متطلبات اللوائح الصادرة عن مختلف الوكالات الحكومية. يجري إصدار اللوائح التي تحدد وتحد من تركيز الملوثات في الهواء المحيط أو في الانبعاثات الغازية في الهواء المحيط من قبل مختلف وكالات حماية البيئة والصحة المهنية الوطنية والولائية (أو الإقليمية) والصحة والسلامة المهنية.
تنطوي هذه اللوائح على عدد من التعبيرات المختلفة للتركيز. يعبر البعض عن التراكيز بواحدة (بّي بّي إم في) (جزء لكل مليون من ناحية الحجم) ويعبر البعض عن التراكيز على أنها ملغم / م 3 (ميللي غرام لكل متر مكعب)، بينما يتطلب البعض الآخر تعديل أو تصحيح التراكيز للظروف المرجعية لمحتوى الرطوبة أو محتوى الأكسجين أو محتوى ثاني أكسيد الكربون. تقدم هذه المقالة طرقًا لتحويل التراكيز من (بّي بّي إم في) إلى متر مكعب/ ميللي غرام (والعكس صحيح)، وتصحيح التراكيز إلى الشروط المرجعية المطلوبة.
تنطبق جميع التراكيز وتصحيحات التركيز في هذه المقالة فقط على الهواء والغازات الأخرى، ولا تنطبق على السوائل.

## تصحيح التراكيز إلى قيم الشروط المرجعية
أصدرت العديد من وكالات حماية البيئة لوائح تحد من تركيز الملوثات في الانبعاثات الغازية وتحدد الشروط المرجعية المطبقة على حدود التركيز هذه. على سبيل المثال، قد يحد هذا التنظيم من تركيز أكسيد النيتروجين إلى 55 جزءًا في المليون في غاز عادم الاحتراق الجاف (عند درجة حرارة وضغط مرجعيين محددين) المُصححة إلى 3 % من حجم O2 في الغاز الجاف. ومثال آخر، قد تحدد اللائحة تركيز إجمالي الجسيمات الكلية إلى 200 ميللي غرام / المتر المكعب من الغاز المنبعث (عند درجة حرارة وضغط مرجعيين محددين) المصححة إلى أساس جاف وتصحيحها إلى 12 % من حجم ثنائي أكسيد الكربون في الغاز الجاف.
غالبًا ما تستخدم الوكالات البيئية في الولايات المتحدة مصطلح «دي إس سي إف» أو «إس سي إف دي» للإشارة إلى قدم مكعب «قياسي» من الغاز الجاف. وبالمثل، غالبًا ما يُستخدم المصطلحين «دي إس سي إم» أو «إس سي إم دي» للإشارة إلى متر مكعب «قياسي» من الغاز. نظرًا لعدم وجود مجموعة مقبولة عالميًا من درجات الحرارة والضغط «القياسية»، يمكن أن يكون هذا الاستخدام مربكًا للغاية. يوصى بشدة بتحديد درجة الحرارة والضغط المرجعيين دائمًا بوضوح عند ذكر أحجام الغاز أو معدلات تدفق الغاز.